# 고오리역
고오리역(일본어: 桑折駅)은 일본 후쿠시마현 다테군 고오리정에 있는 동일본 여객철도 도호쿠 본선의 역이다. 단선과 섬식을 합친 복합 구조의 철도 역사이며, 후쿠시마 역 관리의 간이위탁역이다.

## 타는 곳
| 1     | ■ 도호쿠 본선 | (상행) | 후쿠시마 · 고리야마 · 구로이소 방면 |
| 2 · 3 | ■ 도호쿠 본선 | (하행) | 시로이시 · 이와누마 · 센다이 방면   |

## 이용 현황
| 연도   | 하루 평균 승차 인원 |
| 2000년 | 777                 |
| 2001년 | 789                 |
| 2002년 | 801                 |
| 2003년 | 765                 |
| 2004년 | 757                 |
| 2005년 | 752                 |
| 2006년 | 733                 |
| 2007년 | 710                 |
| 2008년 | 681                 |
| 2009년 | 675                 |
| 2010년 | 652                 |
| ------ | ------------------- |

## 역 주변
- 마쓰모토 클리닉
- 고오리 정 보건복지센터
- 고오리 정청
- 국도 제4호선

## 인접 정차역
| 도호쿠 본선        | 도호쿠 본선   | 도호쿠 본선        |
| ------------------ | ------------- | ------------------ |
| 다테 후쿠시마 방면 | ■ 도호쿠 본선 | 후지타 센다이 방면 |